# Погода

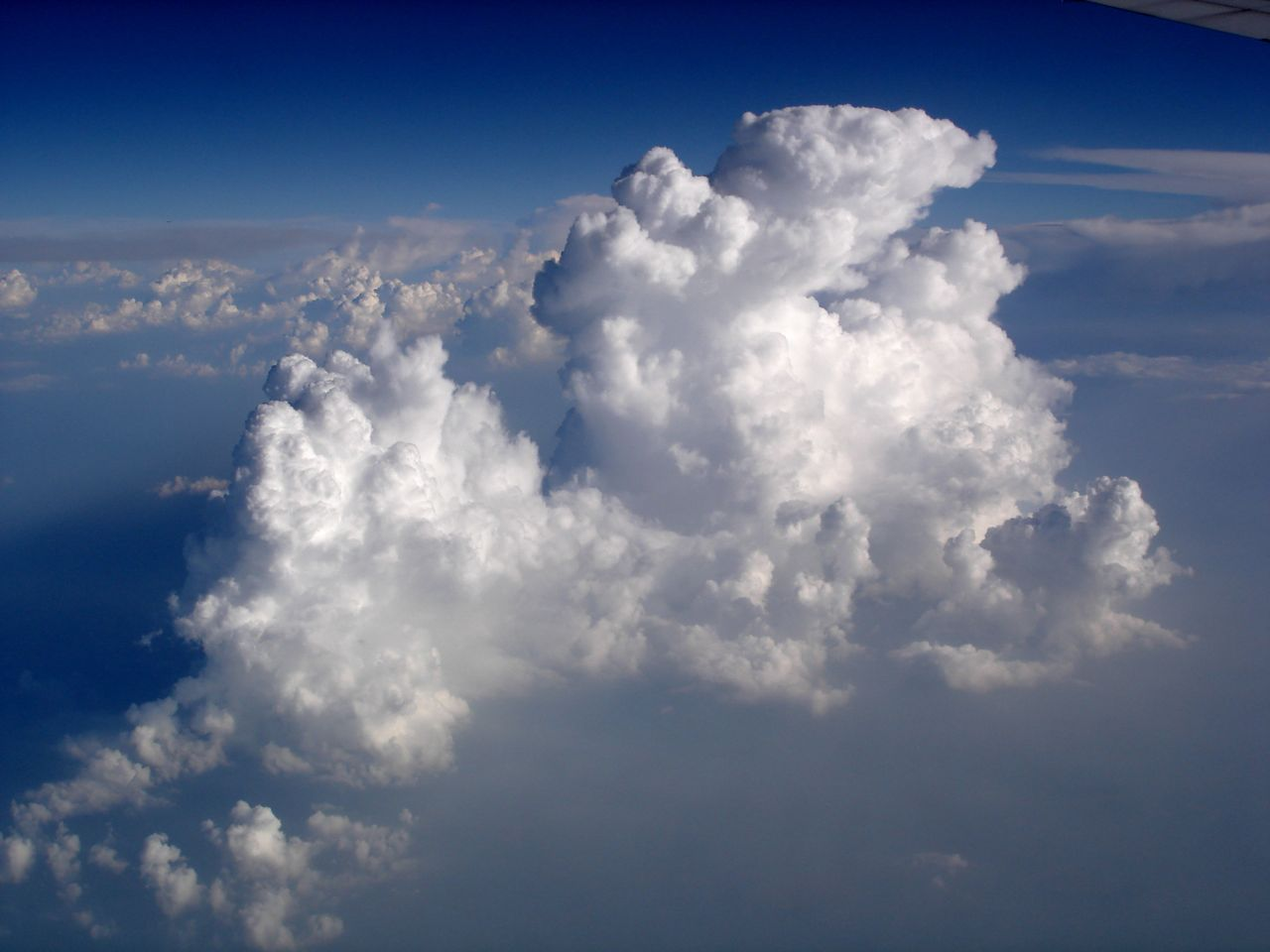
Хмари з вікна літака

Пого́да — стан нижнього шару атмосфери у певній місцевості в конкретний час або протягом тривалого часу (година, доба, декада, місяць). Характеризується рядом метеорологічних елементів, таких як вітер, температура, тиск, вологість, видимість та інші.
Багаторічний режим погоди в певній місцевості називають кліматом цієї території.
Виділяють періодичні та неперіодичні зміни погоди. Періодичні зміни погоди залежать від добового та річного обертання Землі. Неперіодичні зумовлені переносом повітряних мас. Вони порушують нормальний хід метеорологічних елементів. Розбіжність фази періодичних змін з неперіодичними призводять до найрізкіших змін погоди.
Можна вирізнити два типи метеорологічної інформації:
1. Первинну інформацію про поточну погоду, що отримується в результаті метеорологічних спостережень.
2. Інформацію про погоду у вигляді різних даних, синоптичних карт, аерологічних діаграм, вертикальних розрізів, карт хмарності тощо. Успішність складених прогнозів значною мірою залежить від якості первинної метеорологічної інформації.

## Причини

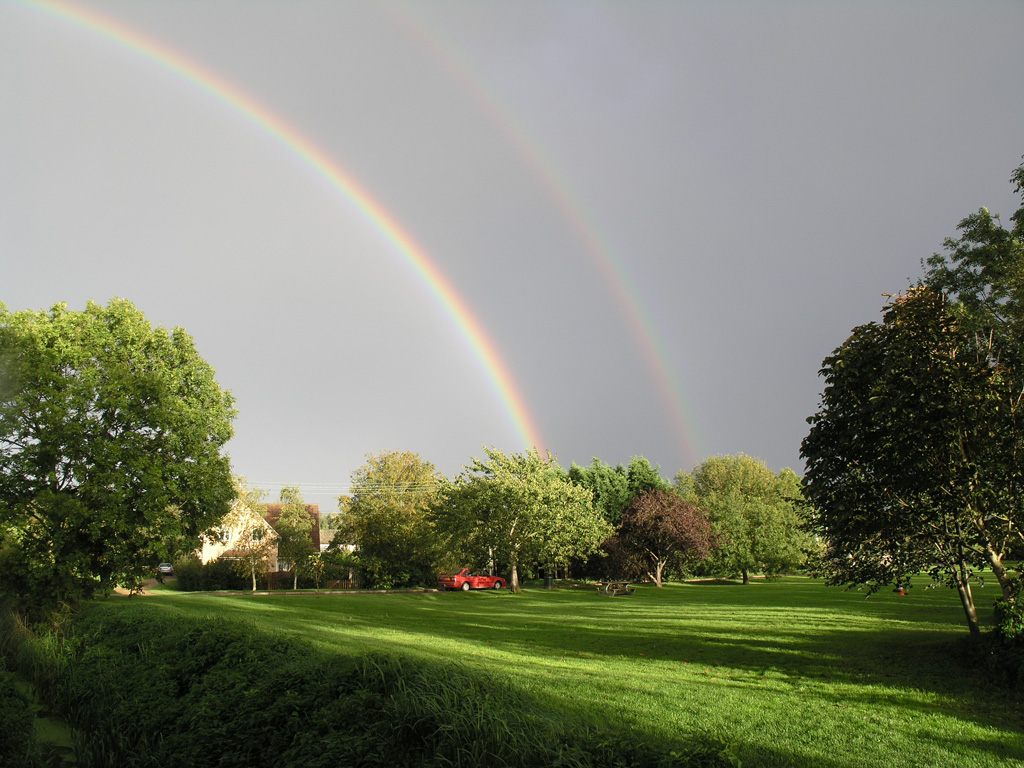
Подвійна райдуга

Звичайні погодні явища на Землі — вітер, хмари, атмосферні опади (дощ, сніг і т. д.), тумани , грози, пилові бурі і хуртовини. До рідкісних явищ належать стихійні лиха, як-от торнадо і урагани. Майже всі погодні явища відбуваються в тропосфері (нижня частина атмосфери).
Відмінності у фізичних властивостях повітряних мас виникають через зміну кута падіння сонячних променів залежно від широти і віддаленості регіону від океану. Велика відмінність температур між арктичним і тропічним повітрям є причиною наявності висотних струминних течій. Баричні утворення в середніх широтах, такі як позатропічні циклони, утворюються при розвитку хвиль в зоні висотної струминної течії. Оскільки вісь Землі нахилена до площини орбіти, то кут падіння сонячних променів залежить від пори року. У середньому щорічна температура на поверхні Землі змінюється в межах ± 40 °C. Протягом сотень тисяч років зміна орбіти Землі впливає на кількість і розподіл сонячної енергії на планеті, визначаючи довгостроковий клімат.
Різниця температур на поверхні Землі спричиняє різницю величин атмосферного тиску. Нагріте повітря розширюється, а тиск і щільність повітря у такому випадку знижуються. Створюється горизонтальний градієнт тиску, внаслідок якого повітря рухається в бік низького тиску, створюючи вітер. Внаслідок дії сили Коріоліса відбувається деяке відхилення руху повітря (праворуч у північній півкулі та ліворуч — у південній). Прикладом простої погодної системи є прибережні бризи, а складної — комірка Хедлі.
Атмосфера — це складна система, тому незначні зміни в одній її частині можуть мати великий вплив на систему загалом. В історії людства завжди були спроби керувати погодою. Доведено, що діяльність людей, така як сільське господарство і промисловість, може деякою мірою впливати на погоду.

## Організація метеорологічних спостережень
Перші метеорологічні спостереження почали проводити у стародавньому Єгипті, Індії та Китаї. В Європі Фердинанд ІІ Тосканський створив 1654 року першу міжнародну метеорологічну мережу. Мережа складалася з 11 станцій, 7 із яких розмістилися в Італії, а решта — у Франції, Німеччині, Австрії та Польщі.
В Україні перші інструментальні метеорологічні спостереження почали проводити у Києві в 1771 році. Велике значення для метеорологічної науки мало відкриття в Україні університетів, завдяки яким у першій половині XIX ст. проводилися систематичні наукові дослідження в метеорології, кліматології, геофізиці.
У другій половині XX ст. системи метеорологічних спостережень якісно покращилися, що пов'язано з впровадженням автоматизованих систем вимірювання гідрометеорологічних параметрів та метеорологічних супутників Землі. З метою стандартизації, збору, аналізу, обробки та глобального розповсюдження гідрометеорологічної інформації Всесвітня метеорологічна організація (ВМО) 1963 року створила Всесвітню службу погоди, одним з основних компонентів якої є Глобальна система спостережень, яка охоплює всі технічні засоби для гідрометеорологічних спостережень на землі, на морі, у повітрі та в космічному просторі.
Головними споживачами метеорологічної інформації є морський флот і авіація. Дані про метеорологічний режим широко використовують у проєктуванні та експлуатації різних споруд — будівель, аеродромів, залізниць, ліній електропередач тощо. Найбільше від погодних умов і клімату залежить сільське господарство. На продуктивність сільськогосподарських культур впливає вологість ґрунту і повітря, кількість опадів, світла, тепла. У кінці XIX століття сформувалася самостійна галузь метеорології — агрометеорологія.

### Синоптичні карти
Синоптична карта (грец. συνοπτικός — «осяжний одночасно») — це географічна карта, на якій умовними знаками нанесені результати спостережень багатьох метеостанцій. Така карта дає наочне уявлення про стан погоди в цей час. Послідовне складання карт дає змогу з'ясувати напрямки руху повітряних мас, розвиток циклонів, переміщення фронтів. Аналіз синоптичних карт дає змогу передбачати зміни погоди. Можна відстежити зміни стану атмосфери, зокрема переміщення і еволюцію атмосферних збурень; переміщення, трансформацію і взаємодію повітряних мас та ін. В останні десятиліття синоптична інформація збагатилася результатами аерологічних спостережень. В останні роки також використовується супутникова інформація про стан океанів і частин суші, де немає метеостанцій. Фотографування хмарних систем з супутників дає змогу виявити зародження тропічних циклонів над океанами.

## Параметри погоди (метеорологічні величини)
- Атмосферні явища:

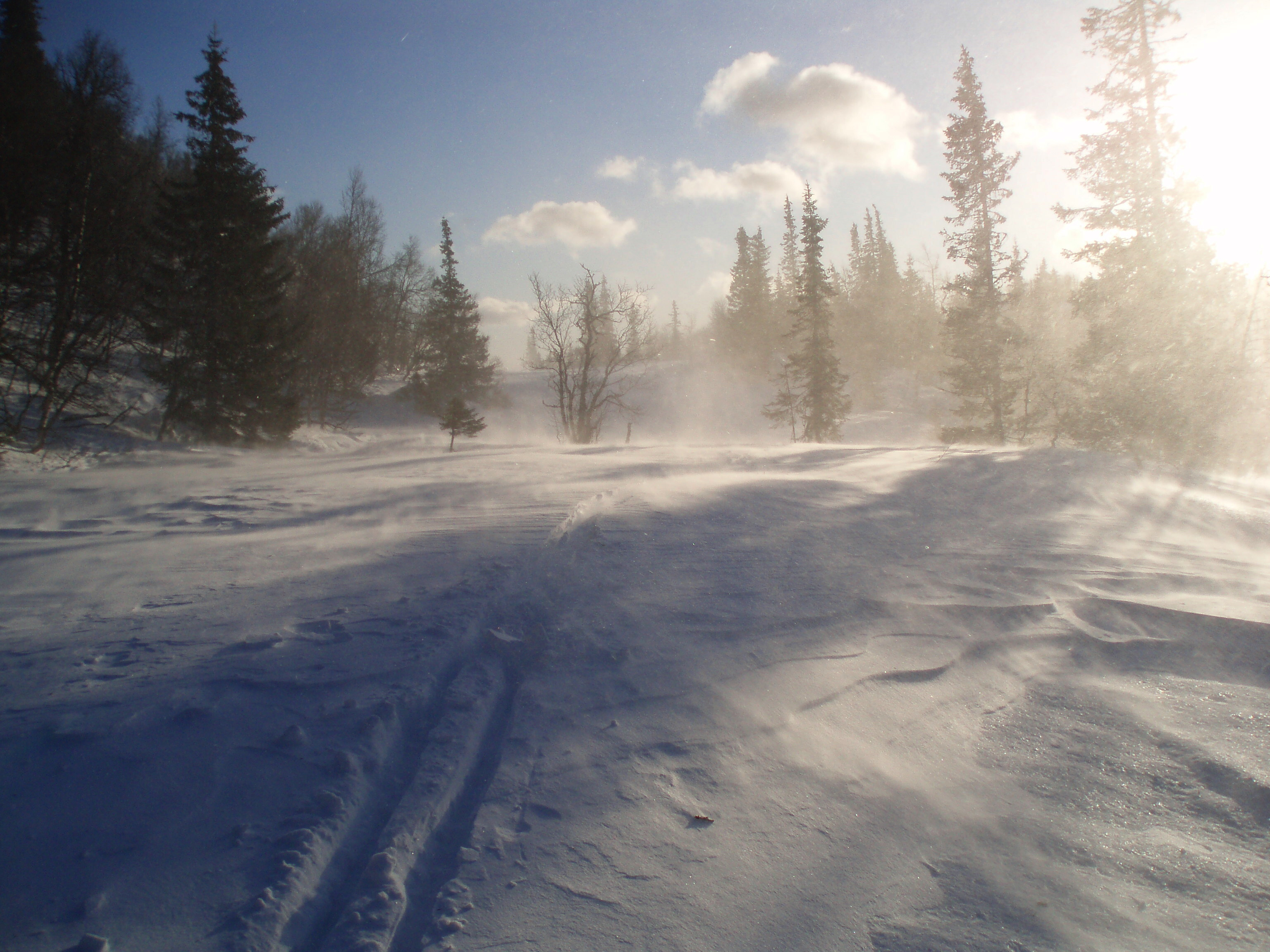
Сніговий шторм у горах Норвегії

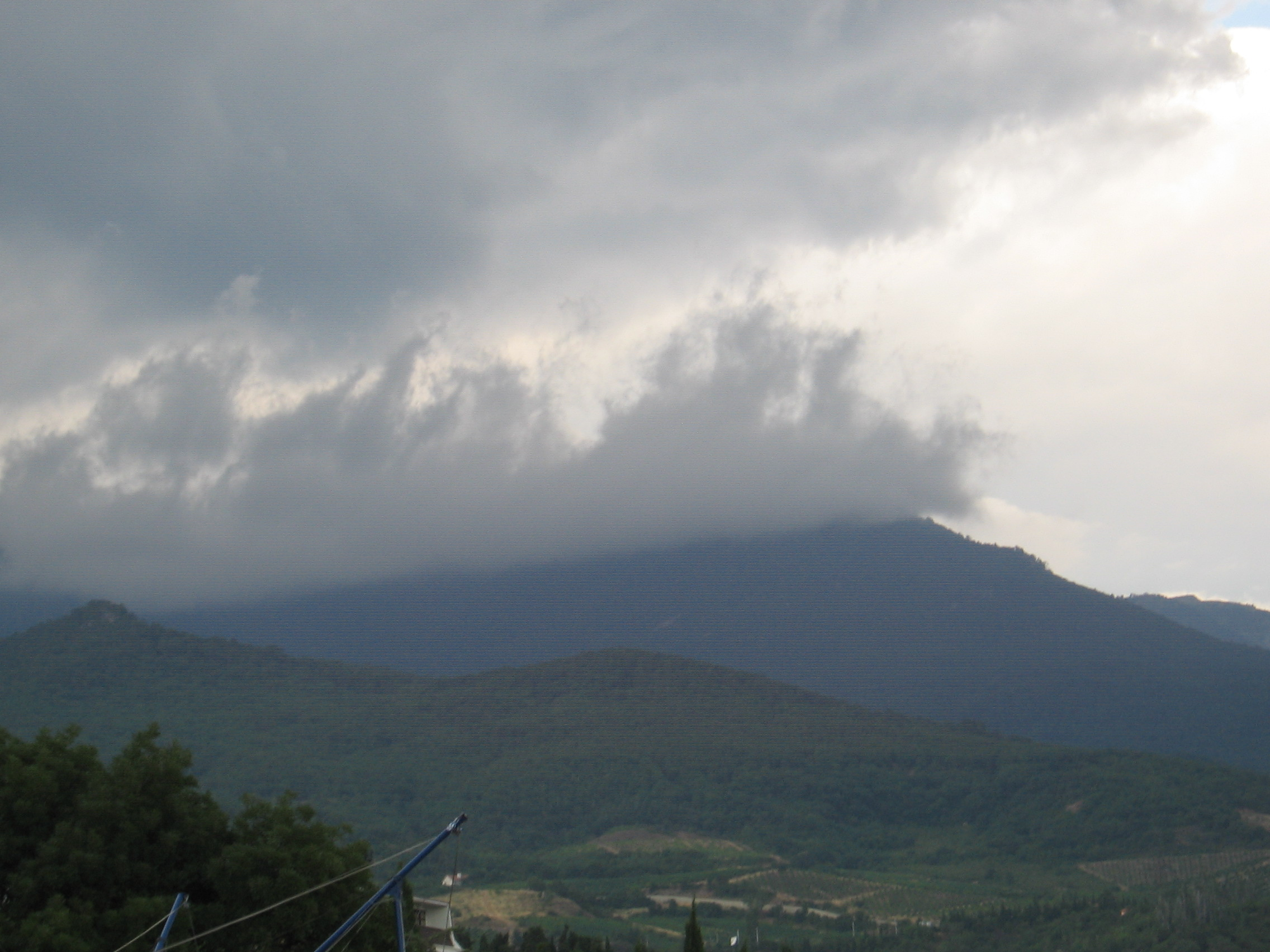
Негодав горах Криму. Хмарність. Дощ.

  - атмосферні опади (дощ, сніг, град , роса)
  - туман
  - завірюха
  - гроза
  - смерч і т. д.
- Величини, що визначають «еквівалентну комфортну температуру»:
  - атмосферний тиск
  - температура повітря
  - вологість повітря
  - швидкість і напрям вітру
- Величини, важливі для транспорту і сільського господарства:
  - дальність видимості
  - атмосферна турбулентність
  - можливість обмерзання
  - сонячна радіація
  - хмарність, тривалість сонячного сяйва
  - можливість шторму (на морі, великому озері)

## Прогнози погоди
Прогноз погоди — це науково і технічно обґрунтоване припущення про майбутній стан приземного шару атмосфери в певному місці. Люди пробували передбачати погоду тисячоліттями, але офіційні прогнози з'явилися в дев'ятнадцятому столітті. Для складання прогнозу погоди збирають кількісні дані про поточний стан атмосфери й за допомогою наукового розуміння атмосферних процесів проєктують, як зміниться стан атмосфери.
Якщо раніше прогнози ґрунтувалися в основному на зміні атмосферного тиску, поточних погодних умов і стану неба, то зараз застосовують моделі прогнозування. Участь людини потрібна для вибору найпридатнішої моделі прогнозування, на якій надалі ґрунтуватиметься прогноз. Людина повинна вміти вибрати шаблон моделі, вести облік взаємозв'язку віддалених подій, знати принципи роботи й особливості обраної моделі. Складна природа атмосфери, необхідність потужної обчислювальної техніки для вирішення рівнянь, що описують атмосферу, наявність похибок у вимірюваннях початкових умов і неповне розуміння атмосферних процесів знижують точність прогнозу. Чим більша різниця між поточною датою і датою, на яку робиться прогноз (діапазон прогнозу), тим менша точність. Використання декількох моделей для досягнення результату допомагає зменшити похибку та отримати найімовірніший результат.
Прогнозами погоди користується багато хто. Важливими прогнозами є штормові попередження, оскільки їх використовують для захисту життя людей і збереження майна. Прогнози температури й опадів важливі для сільського господарства, а отже, для трейдерів на фондових ринках. Температурні прогнози потрібні працівникам теплових мереж для оцінки потреби у тепловій енергії. Щодня люди користуються прогнозом погоди, щоб вирішити, що одягнути цього дня. Прогнози дощів, снігу та сильних вітрів використовують для планування робіт і відпочинку на свіжому повітрі.

## Вплив на людину

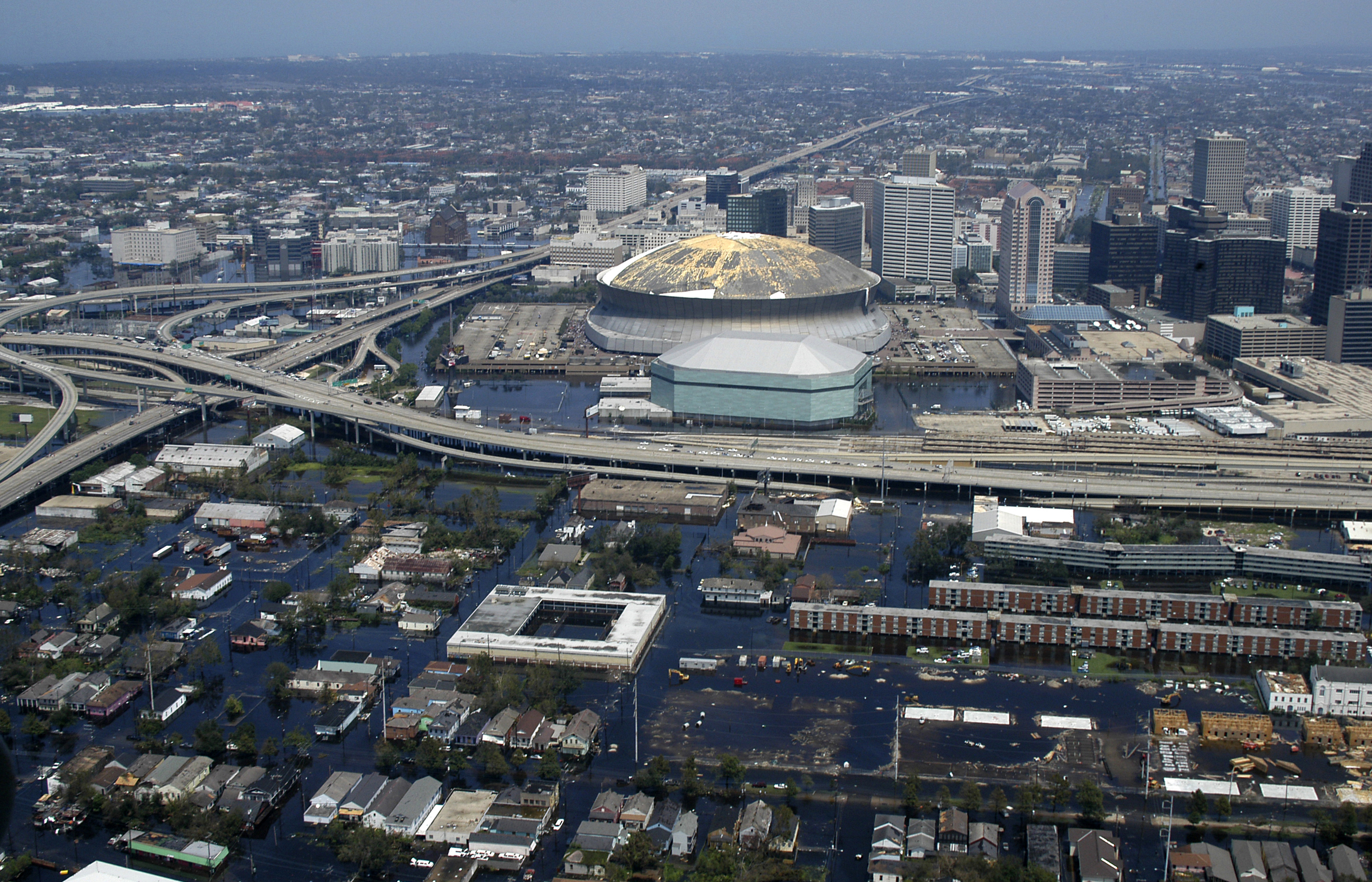
Новий Орлеан, штат Луїзіана, після урагану Катріна. На момент удару Катріна був ураганом 3-ї категорії, хоча в Мексиканській затоці він був ураганом 5-ї категорії

З антропологічної точки зору погода — це те, що всі люди у світі постійно відчувають через свої органи чуття, принаймні під час перебування на вулиці. Існують соціально та науково сконструйовані уявлення про те, що таке погода, що змушує її змінюватися, який вплив вона має на людей у різних ситуаціях тощо, тому погода — це те, про що люди часто спілкуються. В США Національна метеорологічна служба має щорічний звіт про смертельні випадки, поранення та загальні збитки, які включають врожай та майно. Вони збирають ці дані через офіси Національної метеорологічної служби, розташовані в усіх 50 штатах Сполучених Штатів, а також у Пуерто-Рико, Гуамі та на Віргінських островах. Станом на 2019 рік торнадо найбільше вплинули на людей: загинуло 42 людини, завдавши збитків урожаю та майну понад 3 мільярди доларів.

### Вплив на популяції
Погода відігравала велику, а іноді й безпосередню роль в історії людства. Окрім кліматичних змін, які спричинили поступовий дрейф популяцій (наприклад, опустелювання Близького Сходу та утворення сухопутних мостів під час льодовикових періодів), екстремальні погодні явища спричинили менш масштабні переміщення населення та безпосередньо втручалися в історичні події. Однією з таких подій є порятунок Японії від вторгнення монгольського флоту хана Хубілая вітрами камікадзе в 1281 році. Претензії Франції на Флориду закінчилися у 1565 р., коли ураган знищив французький флот, що дозволило Іспанії захопити форт Кароліна. Зовсім недавно ураган «Катріна» перерозподілив понад мільйон людей із центрального узбережжя Мексиканської затоки по всій території США, перетворивши їх на найбільшу діаспору в історії Сполучених Штатів.
Малий льодовиковий період спричинив неврожаї та голод у Європі. Протягом періоду, відомого як флуктуація Гріндельвальда (1560—1630), вулканічні виверження, схоже, призвели до більш екстремальних погодних явищ, які включали посухи, шторми та несезонні хуртовини, а також спричинили розширення швейцарського льодовика Гріндельвальда. У 1690-х роках стався найстрашніший голод у Франції з часів Середньовіччя. Фінляндія пережила сильний голод у 1696—1697 роках, під час якого загинуло близько третини фінського населення.

## Мікромасштабна метеорологія
Мікромасштабна метеорологія — це вивчення короткоживучих атмосферних явищ розміром, меншим за мезомасштаб, приблизно 1 км або менше. Ці дві галузі метеорології іноді об'єднують під назвою «мезомасштабна і мікромасштабна метеорологія» (МММ) і разом вивчають усі явища, менші за синоптичний масштаб; тобто вони вивчають особливості, як правило, занадто малі, щоб їх можна було зобразити на метеорологічній карті. До них відносяться невеликі й, як правило, швидкоплинні хмарні «затяжки» та інші дрібні хмарні особливості.

## Екстремальні явища на Землі

В останні десятиліття нові рекорди високих температур значно випередили нові рекорди низьких температур на дедалі більшій частині земної поверхні

На Землі температура зазвичай коливається ±40 °C (100 °F до −40 °F) щороку. Різноманітність кліматів і широт на планеті може призвести до екстремальних температур, що виходять за межі цього діапазону. Найнижча температура повітря, коли-небудь зафіксована на Землі, становить −89,2 °C (−128,6 °F), на станції Восток, Антарктида 21 липня 1983 року. Найвища температура повітря, яка була коли-небудь зареєстрована, становила 57,7 °C (135,9 °F) в Ель-Азізія, Лівія, 13 вересня 1922 року, але ці дані ставляться під сумнів. Найвища зареєстрована середньорічна температура становила 34,4 °C (93,9 °F) в Даллол, Ефіопія. Найхолодніша зареєстрована середньорічна температура становила −55,1 °C (−67,2 °F) на станції Восток, Антарктида.
Найхолодніша середньорічна температура в постійно населеному місці в Юриці, Нунавут, Канада, де середньорічна температура становить -19.7 °C.
Найвітряніше місце, коли-небудь було зафіксоване, знаходиться в Антарктиді, в затоці Коммонвелт (Берег Георга V). Тут швидкість штормів сягає 320 км/год. Крім того, найбільший сніговий покрив за дванадцять місяців випав на горі Рейнир, штат Вашингтон, США. Там випало 31 102 мм снігу.

## Позаземна погода

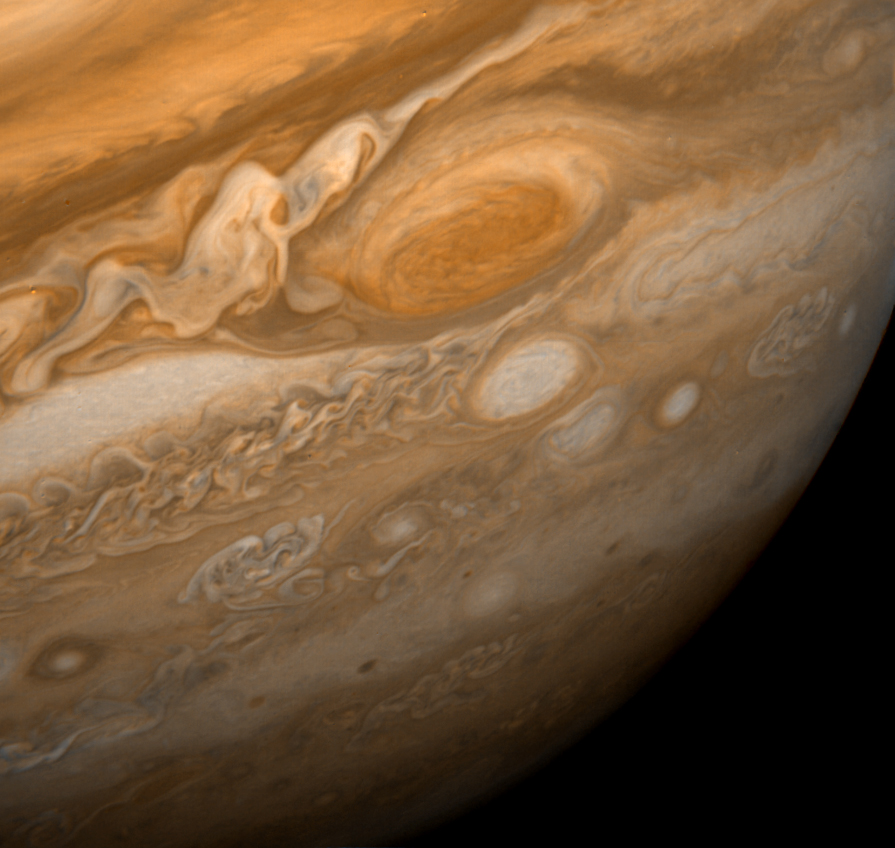
Велика червона пляма Юпітера в лютому 1979 року, сфотографована космічним зондом NASA «Вояджер-1»

Вивчення того, як влаштовано погоду на інших планетах, виявилося корисним для розуміння того, як вона влаштована на Землі. Погода на інших планетах підпорядковується багатьом із тих самих фізичних принципів, що й погода на Землі, але відбувається в інших масштабах і в атмосферах з іншим хімічним складом. Місія Кассіні-Гюйгенса на Титані виявила хмари, сформовані з метану або етану, з яких випадають дощі, що складаються з рідкого метану та інших органічних сполук. Атмосфера Землі включає шість широтних циркуляційних зон, по три в кожній півкулі. На відміну від цього, смугастий вигляд Юпітера показує безліч таких зон, Титан має єдиний струменевий потік поблизу 50-ї паралелі північної широти, а Венера — єдиний потік неподалік від екватора.
Один із найвідоміших орієнтирів у Сонячній системі, Велика червона пляма Юпітера, є антициклонічним штормом, який, як відомо, існує щонайменше 300 років. На інших планетах-гігантах відсутність поверхні дозволяє вітру досягати величезної швидкості: на планеті Нептун були виміряні пориви до 600 метрів на секунду (близько 2100 км/год). Це створило загадку для планетологів . Погода в кінцевому рахунку створюється сонячною енергією, а кількість енергії, яку отримує Нептун, становить лише близько 1⁄900 від тієї, що отримує Земля, проте інтенсивність погодних явищ на Нептуні набагато більша, ніж на Землі. Станом на 2007 рік найсильніші планетарні вітри були виявленііна позасонячній планеті HD 189733 b, на якій, як вважається, східні вітри рухаються зі швидкістю понад 9600 км/год.
Проте погода не обмежена планетарними тілами. Корона Сонця постійно губиться в космосі, створюючи, по суті, дуже тонку атмосферу в усій Сонячній системі. Рух частинок, що випускаються Сонцем, називають сонячним вітром.

## Космічна погода

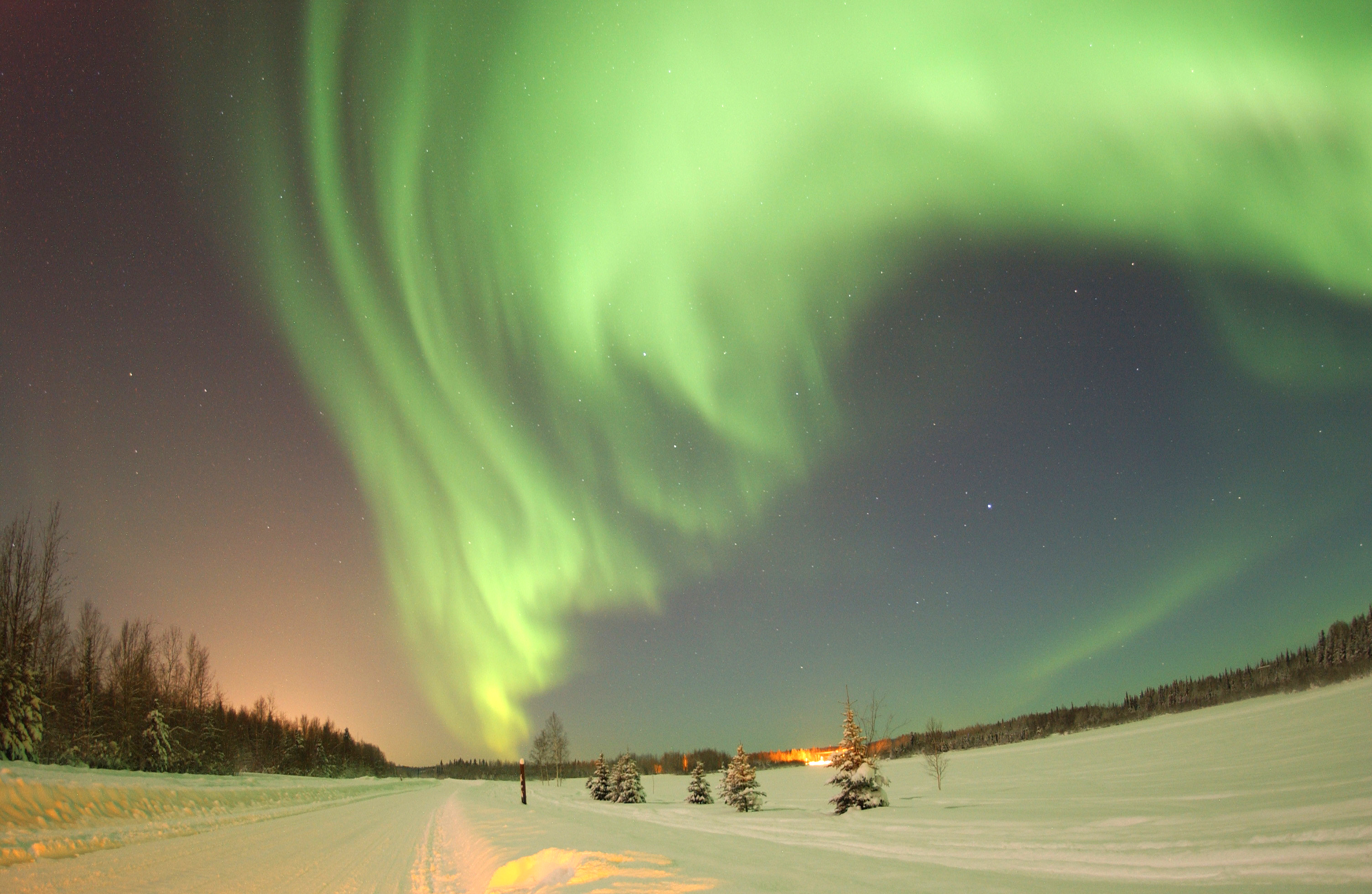
Полярне сяйво

Погода не обмежується планетарними тілами. Як і всі зірки, корона Сонця постійно втрачається в космосі, створюючи по суті дуже тонку атмосферу по всій Сонячній системі. Рух маси, що викидається з Сонця, відомий як сонячний вітер. Невідповідності у цьому вітрі та більші події на поверхні зірки, такі як викиди корональної маси, формують систему, яка має риси, подібні до звичайних погодних систем (наприклад, тиск і вітер), і загалом відома як космічна погода. Викиди корональної маси були відстежені в Сонячній системі аж до Сатурна. Активність цієї системи може впливати на планетарні атмосфери, а іноді й на поверхні планет. Взаємодія сонячного вітру з земною атмосферою може спричиняти дивовижні полярні сяйва і може завдати шкоди електрично чутливим системам, таким як електромережі та радіосигнали.